# Alekszandr Babcsenko
Alekszandr Babcsenko (oroszul: Александр Бабченко; Frunze, Kirgiz SZSZK, 1971. december 9. –) kirgiz sportlövő, olimpikon.

## Pályafutása
Első nemzetközi megmérettetésére 1998-ban került sor. 32 évesen részt vett az Athénban megrendezett 2004. évi nyári olimpiai játékokon, ahol három versenyszámban is indult. Légpuskában a 33., a fekvő sportpuska mezőnyében a 24., míg a sportpuska összetettjében az utolsó, 40. helyen zárt.
Az 1998-as bangkoki Ázsia-játékokon a kiskaliberű puska csapatversenyében ezüstérmes lett, ugyanakkor a sportpuska összetettben az 5. helyen végzett. Négy évvel később a puszani játékokon is részt vett, ahol a legjobb egyéni eredménye egy 10. hely lett (sportpuska összetett), csapatban egy 4. és két 8. helyet szerzett.
A 2004-es Ázsia-bajnokságon egy kilencedik helyet sikerült begyűjtenie a légpuskások mezőnyében.